# Heinrich Bramesfeld
Heinrich Bramesfeld (24 de junho de 1899 - 14 de janeiro de 1992) foi um oficial alemão que serviu durante a Segunda Guerra Mundial. Foi condecorado com a Cruz de Cavaleiro da Cruz de Ferro.

## Carreira

### Patentes
Kapitän zur See

### Condecorações
| Cruz de Ferro 2ª Classe                                  |
| Cruz de Ferro 1ª Classe                                  |
| Cruz de Cavaleiro da Cruz de Ferro 21 de janeiro de 1943 |